# Pen Argyl
Pen Argyl est un borough situé au nord du comté de Northampton, en Pennsylvanie, aux États-Unis,. En 2010, il comptait une population de 3 595 habitants, estimée au 1er juillet 2020 à 3 652 habitants. Le borough est incorporé en 1882.

## Démographie
Lors du recensement de 2010, le borough comptait une population de 3 595 habitants. Elle est estimée, en 2020, à 3 652 habitants.

### Source de la traduction
- (en) Cet article est partiellement ou en totalité issu de l’article de Wikipédia en anglais intitulé « Pen Argyl, Pennsylvania » (voir la liste des auteurs).